# ザガン (悪魔)

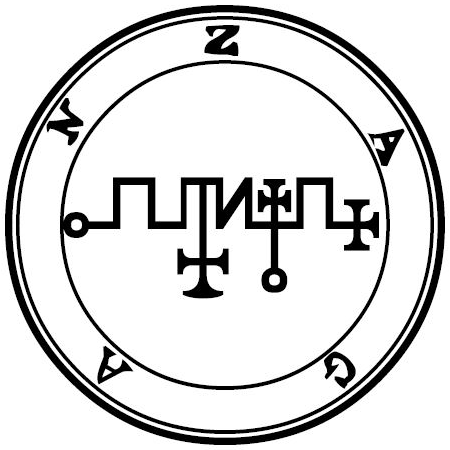
『ゴエティア』に記載されたザガンのシジル

ザガン（Zagan）またはザガム（Zagam）は、悪魔学における悪魔の一人。

## 概要
『ゴエティア』によると、地獄の33の軍団を率いる序列61番の大王にして総裁。
最初はグリフォンの翼を持った牡牛の姿で現れるが、しばらくすると人間の姿になる。人を機知に富ませる力があり、愚者を賢くすることもできる。『ゴエティア』によると、ワインを水に、血をワインに、また水をワインに変質させることができる。一方、『悪魔の偽王国』によれば、ワインを水に、血を油に変化させ、その逆も可能だという。また、あらゆる金属をその領地の硬貨に変えることもできるという。